# Paecilaema cancellatum
Paecilaema cancellatum is een hooiwagen uit de familie Cosmetidae.